# Onthophagus luctuosus
Onthophagus luctuosus är en skalbaggsart som beskrevs av Antoine Boucomont 1914. Onthophagus luctuosus ingår i släktet Onthophagus och familjen bladhorningar. Inga underarter finns listade i Catalogue of Life.